# Romanisæl
I Romanisæl, anche detti Traveller norvegesi e svedesi, sono un sottogruppo rom, presente in Norvegia e Svezia dal XVI secolo. Il numero stimato di Traveller Romanisael in Svezia è di 65.000, mentre in Norvegia il numero è probabilmente di circa 10.000.

## Origini
Per storia e cultura, sono collegati a gruppi romani britannici, come romanichals inglesi, kale gallesi e zingari / viaggiatori scozzesi delle pianure
I moderni Romanisael (Tater) sono i discendenti dei primi rom che arrivarono in Scandinavia durante il XVI secolo. La maggior parte erano deportati dalla Gran Bretagna alla Norvegia, ma piccoli numeri arrivarono anche attraverso la Danimarca. I rom norvegesi e svedesi si identificano come romanisæl, corruzione della parola anglo-romanì romanichal. 
Un gruppo correlato sono i Kaale finlandesi, discendente dei primi rom scandinavi che furono deportati nel XVII secolo dalla Svezia verso la Finlandia. I Kaale, tuttavia, sostengono che i loro antenati provenissero originariamente dalla Scozia. 
I Traveller Romanisæl in Norvegia a volte sono stati confusi con i Traveller indigeni norvegesi, sebbene percepiscano quest'ultimo gruppo come non-romanì per cultura e origini. 

## Nomi per il gruppo
Dalla popolazione maggioritaria sedentaria, i Traveller norvegesi sono conosciuti come Romanifolk o l'esonimo tatere, e in Svezia erano chiamati con il simile esonimo tattare, ma oggi sono nominati ufficialmente con il termine Roma, mentre gli endonimi in uso sono "dinglare" o "resande". I Traveller norvegesi usano spesso gli endonimi "reisendes" o "vandriar". Entrambi i termini omonimi suggeriscono l'idea sbagliata originale che queste persone fossero tatari. Prima della svolta del XX secolo, la maggioranza della popolazione faceva poca distinzione tra tatere / tattare e "Zingari" (in norvegese: sigøynere; in svedese zigenare); questa situazione cambiò principalmente a causa dell'arrivo di Rom Kalderash dalla Russia e dall'Europa centrale negli ultimi decenni del XIX secolo, ai quali quest'ultimo termine venne applicato quasi esclusivamente. 
Skojare era un antico nome per i Traveller in Svezia; in Norvegia skøyere era associato ai viaggiatori indigeni. Fant o Fanter era un altro termine precedentemente usato sia per i Traveller romanì che per i non romanì nella Norvegia meridionale. Molti di questi termini al giorno d'oggi sono considerati peggiorativi a causa della loro connotazione di vagabondaggio.
In Svezia, tattare è ora considerato un termine denigratorio ed è stato completamente abbandonato nell'uso ufficiale. Dal 2000 i Traveller svedesi vengono ufficialmente definiti resande (viaggiatori) e annoverati tra i numerosi gruppi appartenenti alla minoranza nazionale "Rom". Spesso si riferiscono a se stessi come resandefolket (gente del viaggio) o dinglare . Meno comune è il termine tavringar . Negli ultimi anni c'è stato un tentativo di definire i Traveller svedesi come Tschiwi, ma questo uso è contestato. 
Per i Traveller norvegesi, tuttavia, il nome tatere è fortemente contestato. Da una parte non porta lo stesso stigma che in Svezia, la controparte ha combattuto per molti anni per gli stessi diritti dei rom svedesi; alcune organizzazioni di Traveller mantengono questo termine nei loro nomi ufficiali. In Norvegia i Traveller sono classificati come gruppo di minoranza nazionale, ufficialmente denominato romanifolk o tatere, Reisende (viaggiatori). I Traveller norvegesi si riferiscono a se stessi con vari nomi, come romany, romanoar, romanisæl, vandriar (Wanderers), ecc. Contrariamente alla Svezia, in Norvegia viene fatta una distinzione tra romanifolket e rom (cioè i gruppi rom arrivati dal XIX secolo) nella legislazione ufficiale sulle minoranze nazionali.

## Linguaggio
I Traveller in Svezia e Norvegia parlano una forma della lingua romanì indicata come Scando-romanì. Molte parole di origine nordica dei romani sono sopravvissute nelle lingue scandinave, sia nel linguaggio comune che nel gergo. Esempi: 
- Tjej, che significa "ragazza" in svedese (originariamente gergo, ma ora un'alternativa più comune a "flicka")
- Puffra, che significa "pistola" in svedese (era un gergo comune)
- Hak, che significa "Luogo" (come in "Comune" o "Stabilimento") in svedese (un tempo era un gergo comune)
- Vischan, che significa "campagna" (come nei boondock o nelle aree rurali) in svedese (un tempo era un gergo comune)

## Organizzazioni
I Traveller romanì in Svezia e Norvegia hanno fondato organizzazioni per preservare la loro cultura e fare pressioni per i loro diritti collettivi. Un esempio è la Föreningen Resandefolkets Riksorganisation con sede a Malmö, in Svezia.

## Media
Romani Posten (anche Romaniposten, The Romani Post; ISSN 0809-8379) era una rivista per la comunità dei Traveller rom in Norvegia. Non aveva affiliazioni politiche o religiose e pubblicava articoli in norvegese. Nella sua forma più frequente, usciva otto volte all'anno. Il 6 settembre 2003, è stata fondata come una pubblicazione online; la prima edizione stampata è stata pubblicata nell'ottobre 2006. Jone Pedersen era l'editore fondatore e caporedattore. A partire dal 2007, ha cessato di essere pubblicato.

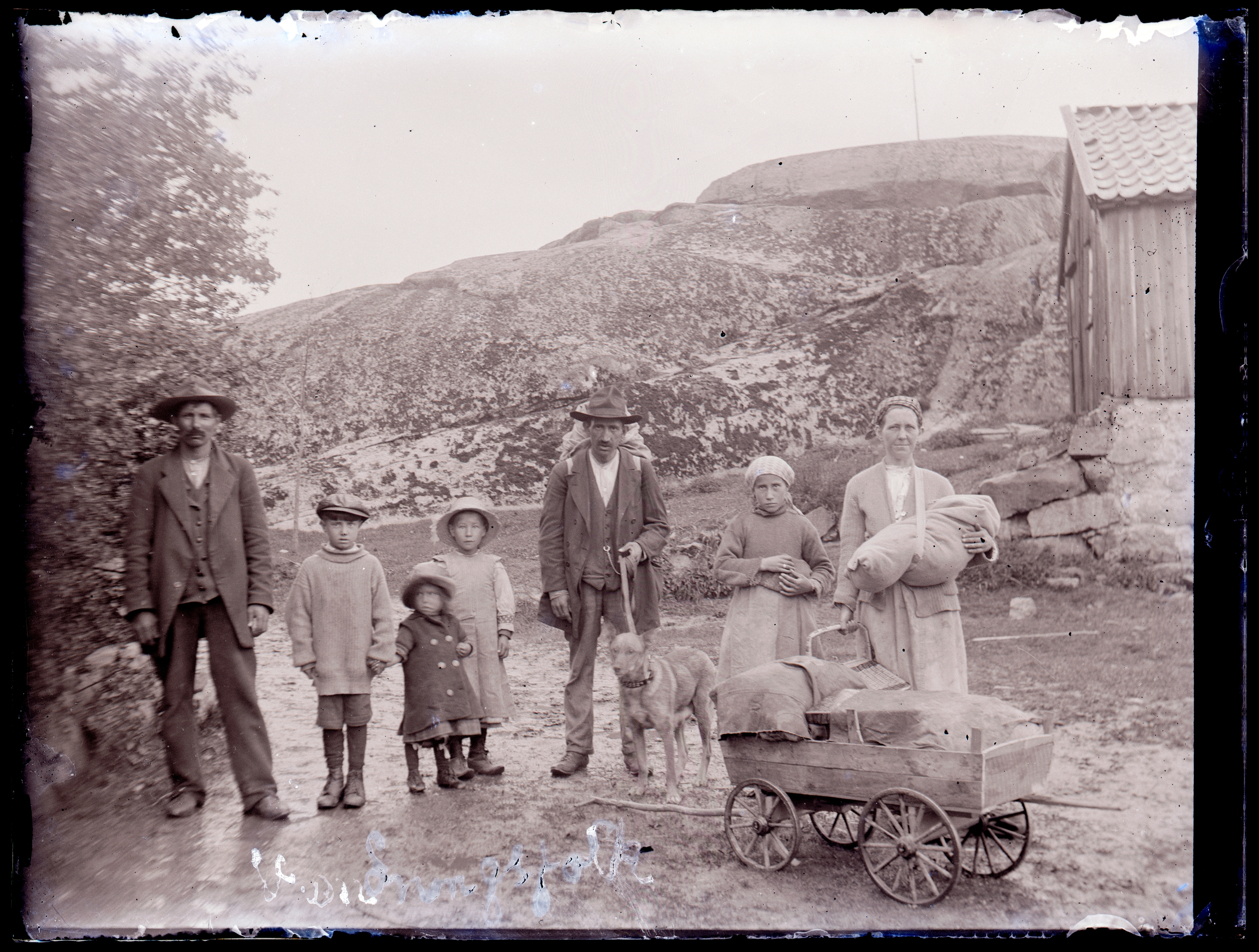
Famiglia rom nel Bohuslän, 1919
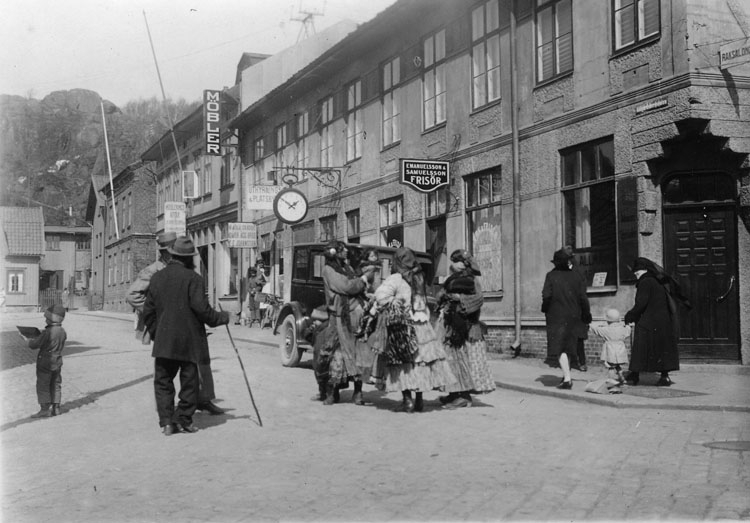
Rom a Uddevalla, 1925-35
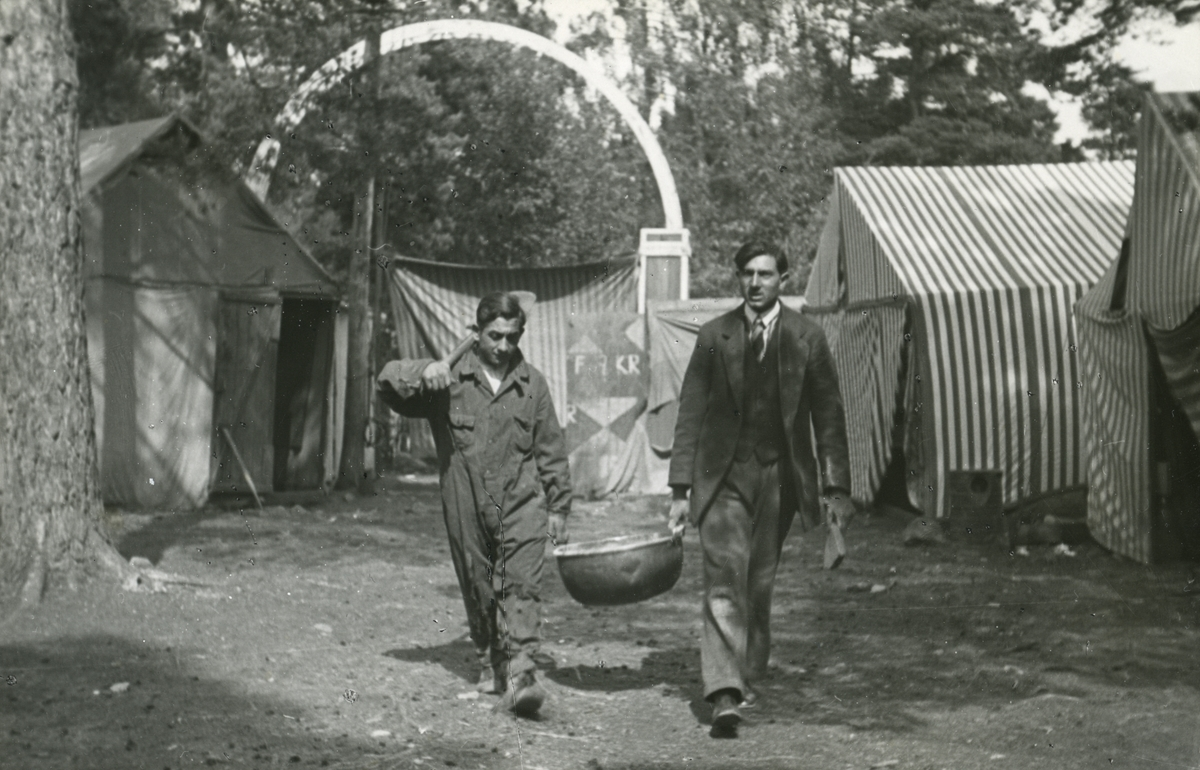
Rom a Stoccolma nel 1931
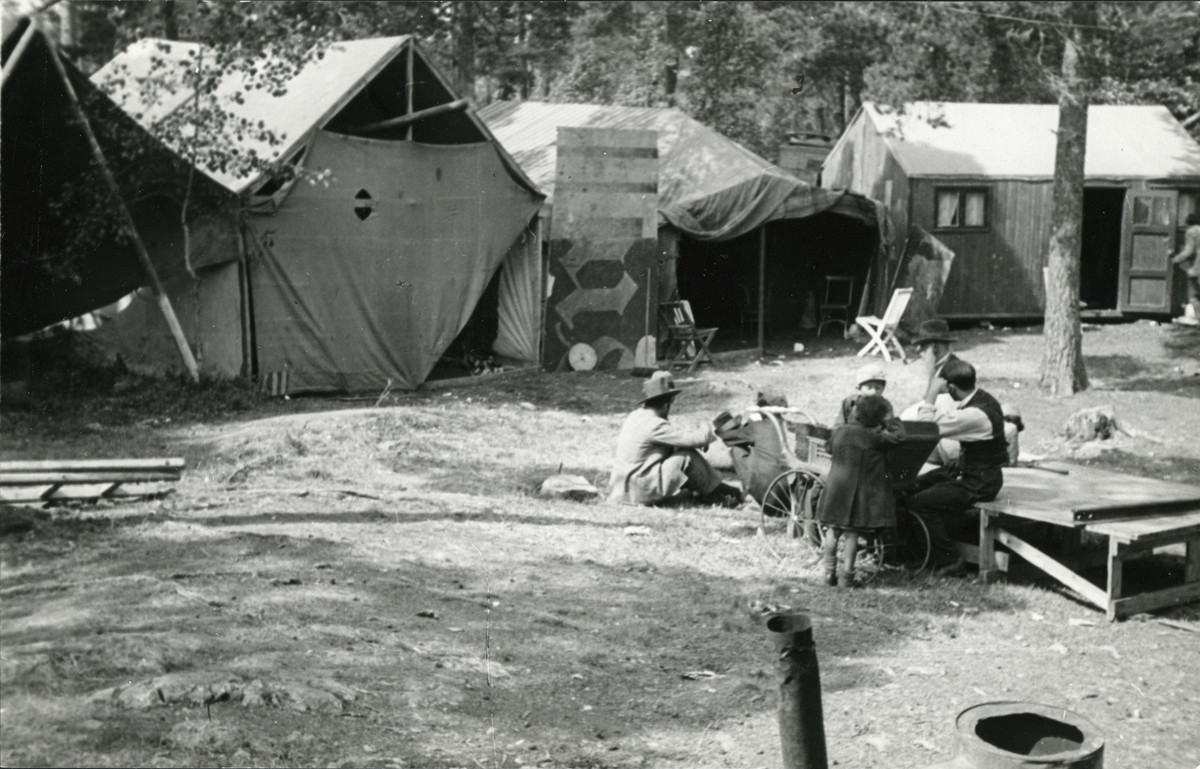
Rom a Stoccolma nel 1931